# Amastus rothschildiana
Amastus rothschildiana är en fjärilsart som beskrevs av Embrik Strand 1919. Amastus rothschildiana ingår i släktet Amastus och familjen björnspinnare. Inga underarter finns listade i Catalogue of Life.